# تترافلورومتان
تترافلورومتان (به انگلیسی: Tetrafluoromethane) با فرمول شیمیایی CF۴ یک ترکیب شیمیایی با شناسه پاب‌کم ۶۳۹۳ است. که جرم مولی آن 88.0043 g/mol می‌باشد. شکل ظاهری این ترکیب، گاز بی‌رنگ است.